# راؤول سافيدرا
راؤول سافيدرا (بالإسبانية: Raúl Saavedra)‏ (8 مارس 1978 في الأرجنتين - ) هو لاعب كرة قدم أرجنتيني في مركز الدفاع. لعب مع أتليتيكو توكومان وأوليمبو وكيلمس ونادي سان لورينزو وسان مارتين دي توكومان ‏ وConcepción Fútbol Club ‏ وسان مارتين دي سان خوان.

## وصلات خارجية
- راؤول سافيدرا على موقع إي إس بي إن إف سي (الإنجليزية)
- راؤول سافيدرا على موقع قاعدة بيانات كرة القدم.إي يو (الإنجليزية)